# Сварыни
Сварыни (укр. Сварині) — село, входит в Городецкий сельский совет Владимирецкого района Ровненской области Украины.
Население по переписи 2001 года составляло 781 человек. Почтовый индекс — 34381. Телефонный код — 3634. Код КОАТУУ — 5620883003.

## Местный совет
34381, Ровненская обл., Владимирецкий р-н, с. Городец, ул. Авенира Коломийца, 117.